# Фридрих Август фон Ербах-Фюрстенау
Фридрих Август фон Ербах-Фюрстенау (на немски: Friedrich August zu Erbach-Fürstenau; * 5 април 1754, дворец Фюрстенау; † 12 март 1784, Фюрстенау) е граф на Ербах-Фюрстенау, господар на Ротенберг и други, 1778 г. полковник на кавалерията в Нидерландия.

## Биография
Той е най-възрастният син на граф Георг Албрехт III фон Ербах-Фюрстенау (1731 – 1778) и съпругата му принцеса Йозефа Еберхардина Адолфа Вилхелмина фон Шварцбург-Зондерсхаузен (1737 – 1788), дъщеря на принц Кристиан фон Шварцбург-Зондерсхаузен (1700 – 1749) и принцеса София Христина Еберхардина фон Анхалт-Бернбург-Шаумбург-Хойм (1710 – 1784). Брат е на Кристиан Карл фон Ербах-Фюрстенау (1757 – 1803), Георг Егинхард (1764 – 1801) и Лудвиг (1765 – 1775).
Фридрих Август се жени на 6 август 1782 г. в Дюркхайм за графиня Шарлота Луиза Поликсена Колб фон Вартенберг (* 27 ноември 1755; † 20 май 1844, Ербах, погребана в Михелщат), дъщеря на граф Фридрих Карл Колб фон Вартенберг (1725 – 1784) и графиня Каролина Поликсена фон Лайнинген-Дагсбург-Харденбург (1728 – 1782). Те нямат децата.
Фридрих Август умира изненедващо на 12 март 1784 г. във Фюрстенау на 29 години и е погребан в Михелщат. Наследен е от брат му Кристиан Карл. Вдовицата му графиня Луиза Колб фон Вартенберг се омъжва втори път на 14 август 1785 г. за граф Франц фон Ербах-Ербах (1754 – 1823).